# Distrikt Choropampa
Der Distrikt Choropampa ist einer von 19 Distrikten der Provinz Chota in der Region Cajamarca in Nordwest-Peru. Der Distrikt wurde am 12. Dezember 1991 gegründet. Er hat eine Fläche von 207 km². Beim Zensus 2017 wurden 2467 Einwohner gezählt. Im Jahr 1993 lag die Einwohnerzahl bei 5291, im Jahr 2007 bei 3314. Sitz der Distriktverwaltung ist die etwa 2230 m hoch gelegene Ortschaft Choropampa mit 331 Einwohnern (Stand 2017). Choropampa liegt knapp 35 km nordöstlich der Provinzhauptstadt Chota.

## Geographische Lage
Der Distrikt Choropampa liegt in der peruanischen Westkordillere im äußersten Osten der Provinz Chota. Der Fluss Río Marañón fließt entlang der östlichen Distriktgrenze nach Norden.
Der Distrikt Choropampa grenzt im Südosten an den Distrikt Cortegana (Provinz Celendín), im Südwesten an den Distrikt Chadín, im Westen an den Distrikt Tacabamba, im Norden an den Distrikt Chimban sowie im Osten, jenseits des Río Marañón, an die Distrikte Providencia und Ocumal (beide in der Provinz Luya, Region Amazonas).

## Ortschaften
Neben dem Hauptort gibt es folgende größere Ortschaften im Distrikt:
- Miguel Grau
- Musaden
- Palco La Capilla